# Edicto Haitōrei
El Edicto de Abolición de Espadas (廃刀令 Haitōrei?) fue un edicto proclamado por el Gobierno Meiji de Japón el 28 de marzo de 1876, el cual prohibía a los habitantes, a excepción del ejército y oficiales del gobierno, que portaran armas en la vía pública. A los que incumplieran esta ley se les confiscaban sus espadas.
El Haitōrei era una de una serie de medidas del gobierno para abolir los privilegios tradicionales de la clase samurái. El primer Haitōrei de 1870 prohibía que los granjeros o comerciantes portaran armas o se vistieran como samurái. Esta medida era parte del esfuerzo de restaurar la paz pública y el orden durante el periodo que comenzaba después de la Restauración Meiji y durante la Guerra Boshin.
En 1871, el gobierno proclamó el Edicto Dampatsurei, el cual forzaba a los samurái a cortarse el chonmage (el peinado tradicional japonés en forma de “nudo” en la parte superior del cabello) y peinarse en el modo occidental. La conscripción militar fue instituida en 1873, y con la creación de la Armada Imperial Japonesa los samurái perdieron su monopolio en el servicio militar. Los estipendios hereditarios que recibían los samurái de los daimyō fueron abolidos en 1873. La prohibición de portar espadas causó controversia entre la oligarquía Meiji, pero el argumento de que era un anacronismo con la occidentalización de Japón venció.
Estos cambios en la sociedad japonesa y en el estatus social y económico de los samurái generó un gran descontento en el naciente Periodo Meiji, lo que ocasionó una serie de levantamientos e insurrecciones, particularmente en el Japón occidental y Kyūshū.
Del mismo modo, como resultado del Haitōrei las espadas perdieron su papel utilitario, por lo que muchos fabricantes tuvieron que producir implementos de cultivo o cubertería para sobrevivir.